# 吉田杏
吉田 杏（よしだ きょう、1995年6月30日 - ）は、ジャパンラグビーリーグワン三菱重工相模原ダイナボアーズに所属するラグビー選手。

## プロフィール
- 大阪府出身[1]。
- ポジションはナンバーエイト(No8)、フランカー(FL)。
- 身長 188 cm、体重 105 kg
- ニックネームはキョウ[2]。
- 国体の大阪代表に選ばれたことがある[3]。

## 略歴
12歳からラグビーを始めた。
2014年、大阪桐蔭高校卒業後、帝京大学に入る。なお大阪桐蔭高校時代、高校日本代表に選ばれたことがある。
2018年、帝京大学卒業後、トヨタ自動車ヴェルブリッツ(現・トヨタヴェルブリッツ)に加入。同年9月1日に行われたジャパンラグビートップリーグ第1節のサントリーサンゴリアス戦にて先発出場で公式戦初出場を果たす。
2020年2月、サンウルブズに追加召集された。
2023年、三菱重工相模原ダイナボアーズに加入。